# Pan-Europese picknick

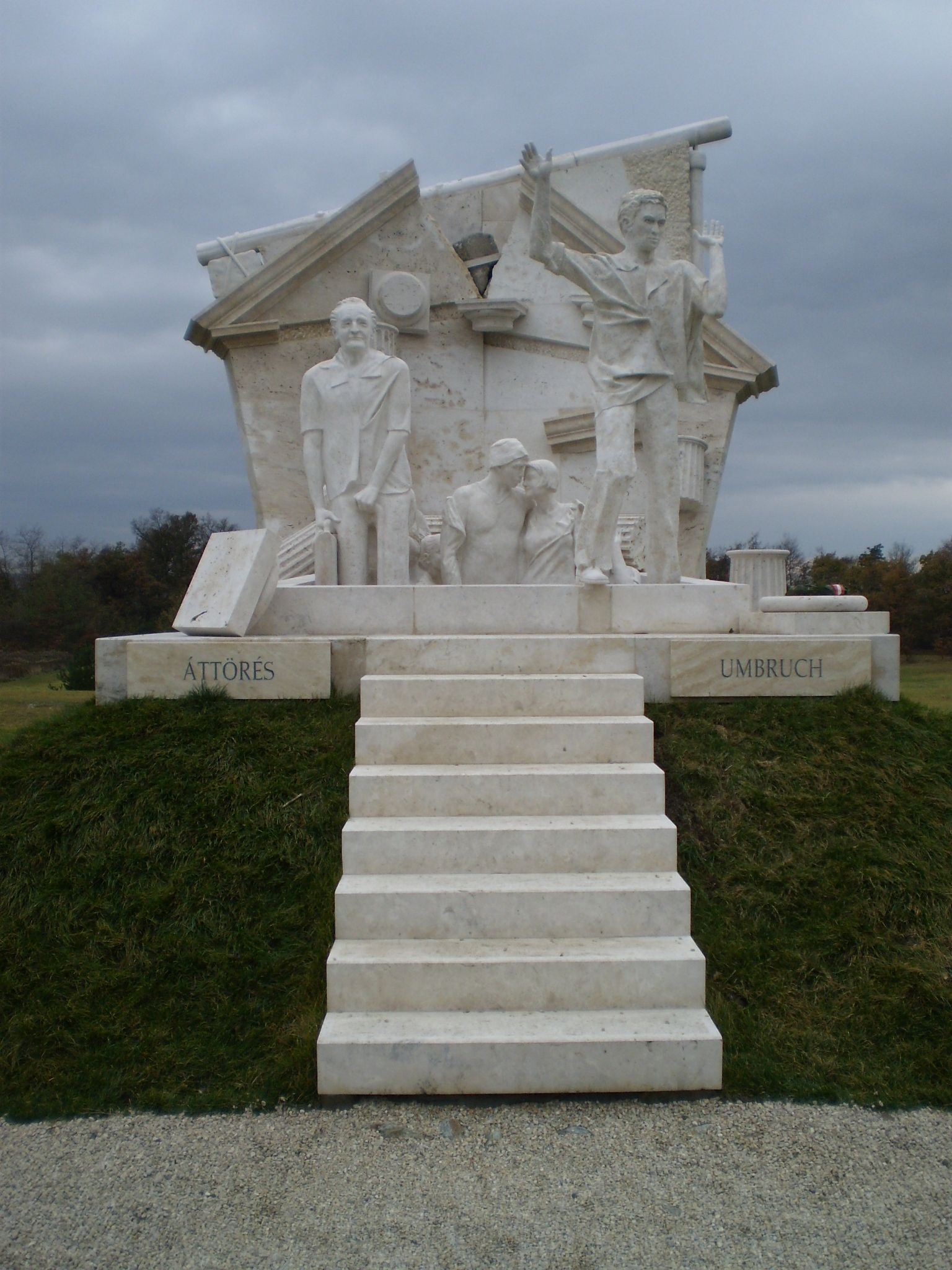
Monument van Miklos Melocco ter herinnering aan de Pan-Europese picknick

De Pan-Europese Picknick (Duits: Paneuropäisches Picknick, Hongaars: Páneurópai piknik) was een vredesdemonstratie die op 19 augustus 1989 werd gehouden op de grens tussen Oostenrijk en Hongarije, nabij de stad Sopron. Als onderdeel van deze demonstratie werd op die dag de grens tussen het Communistische Oost-Europa en West-Europa voor het eerst in jaren een tijdje opengesteld. 
De demonstratie wordt gezien als een belangrijke gebeurtenis in de politieke ontwikkelingen die uiteindelijk leidden tot de val van het IJzeren Gordijn. 

## Achtergrond
De Pan-Europese Picknick werd georganiseerd door de Pan-Europa-Unie (onder leiding van de Hongaarse kroonprins Otto van Habsburg-Lotharingen en Richard Coudenhove-Kalergi) in samenwerking met prominente leden van vier Hongaarse oppositiepartijen; het Hongaars Democratisch Forum, de Alliantie van Vrije Democraten, de Fidesz - Hongaarse Burger Unie, en de Partij van Kleine Landbouwers. 
Zowel Oostenrijk als communistisch Hongarije hadden ingestemd om op 19 augustus 1989 de grenspoort op de weg van Sankt Margarethen im Burgenland (Oostenrijk) naar Sopronkőhida (Hongarije) gedurende drie uur te openen, zodat men voor het eerst in lange tijd weer vrij tussen Oost- en West-Europa kon reizen. Ongeveer zes kilometer van deze grenspost, hadden op 27 juni dat jaar de Oostenrijkse minister van buitenlandse zaken, Alois Mock, en zijn communistische Hongaarse collega, Gyula Horn, al een gat in het grenshek geknipt als teken dat Hongarije van plan was de grenzen te gaan openen.
Meer dan zeshonderd burgers van de DDR, als toeristen naar Hongarije overgekomen, maakten van de drie uur gebruik om naar West-Duitsland te vluchten. In aanloop naar 19 augustus hadden organisatoren van de Pan-Europese Picknick folders verspreid waarin de opening van de grens werd aangekondigd. Officieel hadden Hongaarse grensbewakers de opdracht om te voorkomen dat men over de grens zou vluchten, maar zij deden niets aan de stroom vluchtelingen uit de DDR.
In Boedapest en rond het Balatonmeer hadden zich nog eens duizenden Oost-Duitsers verzameld om te wachten op een kans de grens over te steken. Veel van hen geloofden niet dat de grens echt open zou gaan, of hadden geen vertrouwen in de procedures die werden gehanteerd bij de opening. Slechts een kleine groep slaagde erin de grens over te steken. 

## Nasleep
Op 11 september 1989 opende Hongarije de grens met Oostenrijk permanent. 
De Pan-Europese Picknick wordt gezien als een significante mijlpaal in de pogingen die geleid hebben tot de Duitse hereniging. Elk jaar wordt op 19 augustus bij de grenspost een herdenkingsdienst door de nabijgelegen parochie gehouden. De plaats waar de picknick plaatsvond, wordt nu gemarkeerd door een monument van kunstenaar Miklos Melocco. 
Gedenkpark van de pan-Europese picknick (Sopron) ·
Franz Liszt Muziekacademie (Boedapest) ·
Complex van de synagoge aan de Dohánystraat (Boedapest) ·
Levend erfgoed van Szentendre (Szentendre)